# Angula

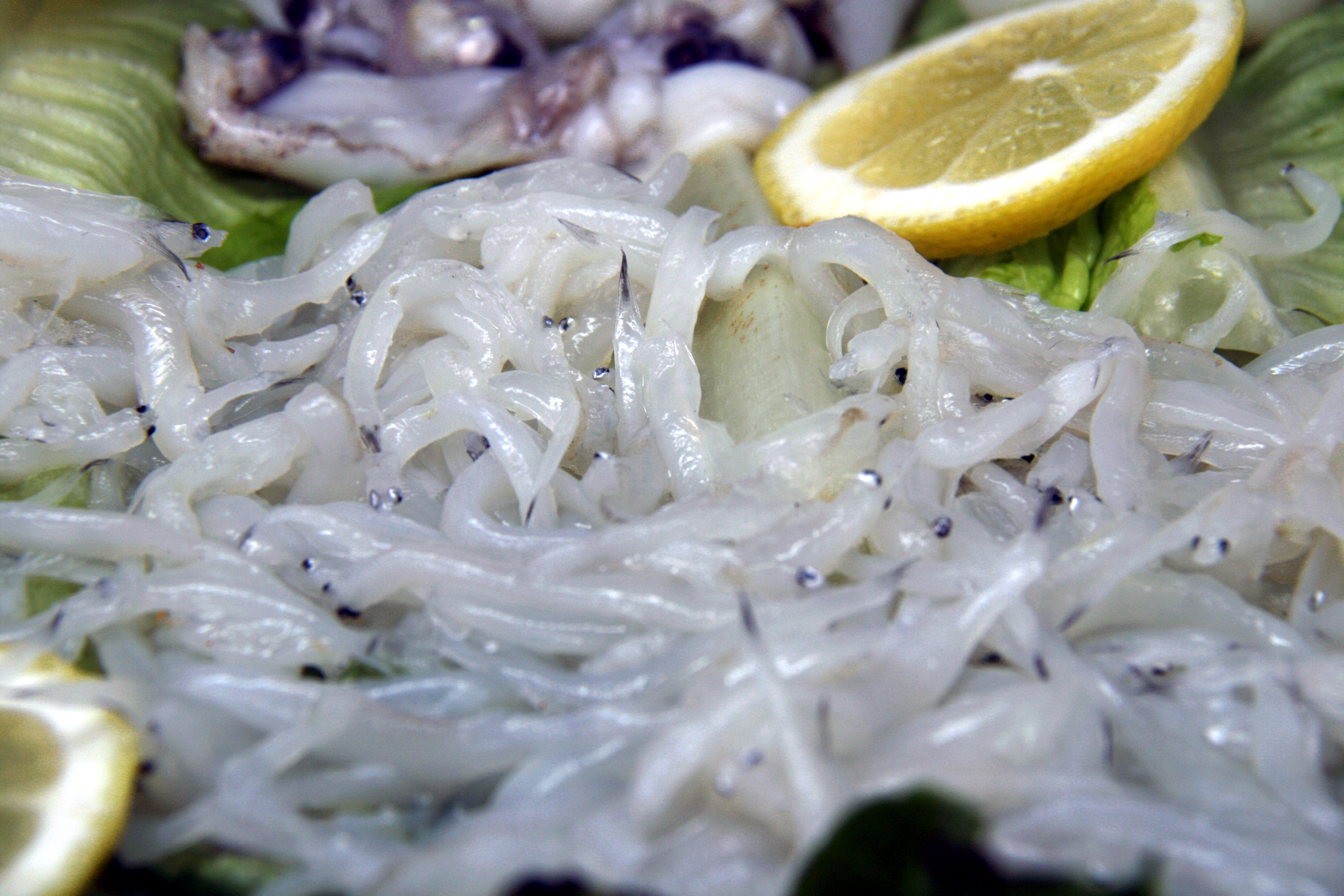
Råa angulas, färdiga att tillaga.

Angula är yngel av anguila. Angulas är mycket uppskattade gastronomiskt och brukar, väl kokta, nå väldigt höga priser.
På fiskmarknaderna brukar de vara 8 cm långa och väga 1 gram. Angulas brukar säljas kokta, i fallet att de är levande är de transparenta.

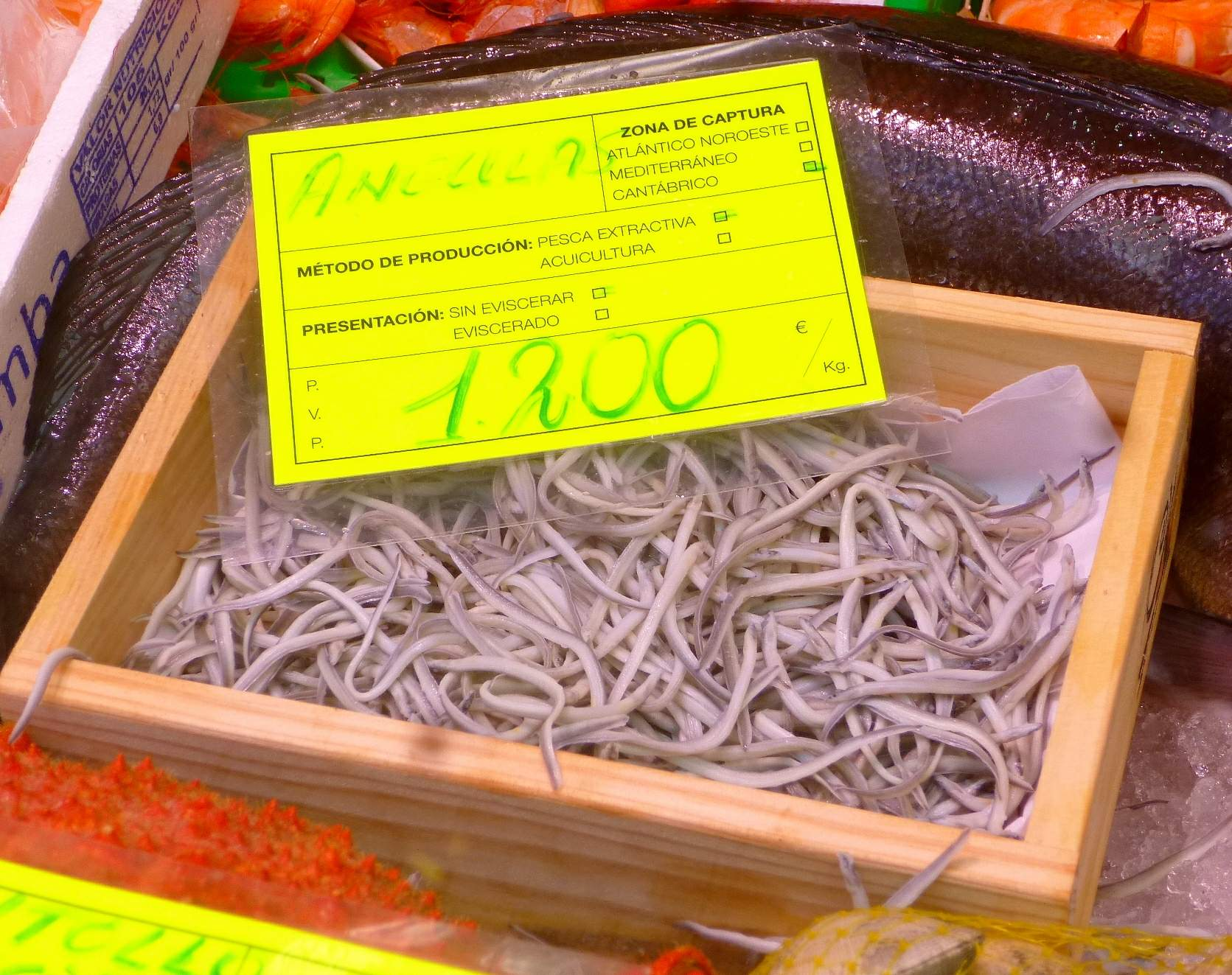
Låda med angulas i en fiskaffär i Bilbao, pris 1200 euro per kilo (2018).

I den spanska gastronomin är maträtten känd i Kantabrien, Biscaya, Asturien, Tui och Gipuzkoa men den har gjort sig populär i hela Spanien. Den mest kända varianten är angulas a la bilbaína serverad i en cazuela (låg skål av lergods) med vitlök, olivolja och guindilla.
Men angula är också känd i det franska köket, i Nantes, La Rochelle och Bordeaux.

## Beredning
Vitlöken skuren i tunna skivor, tillsammans med spansk peppar, bryns med lite olja. Efter att ha svalnat, tillsätts angulas, blandningen saltas och värms åter upp. Omrörning med träslev så att angulas blandas väl med oljan och att allt blir genomvärmt. När det börjar koka tas det bort från värmen och serveras omedelbart.

## Ersättningsprodukt

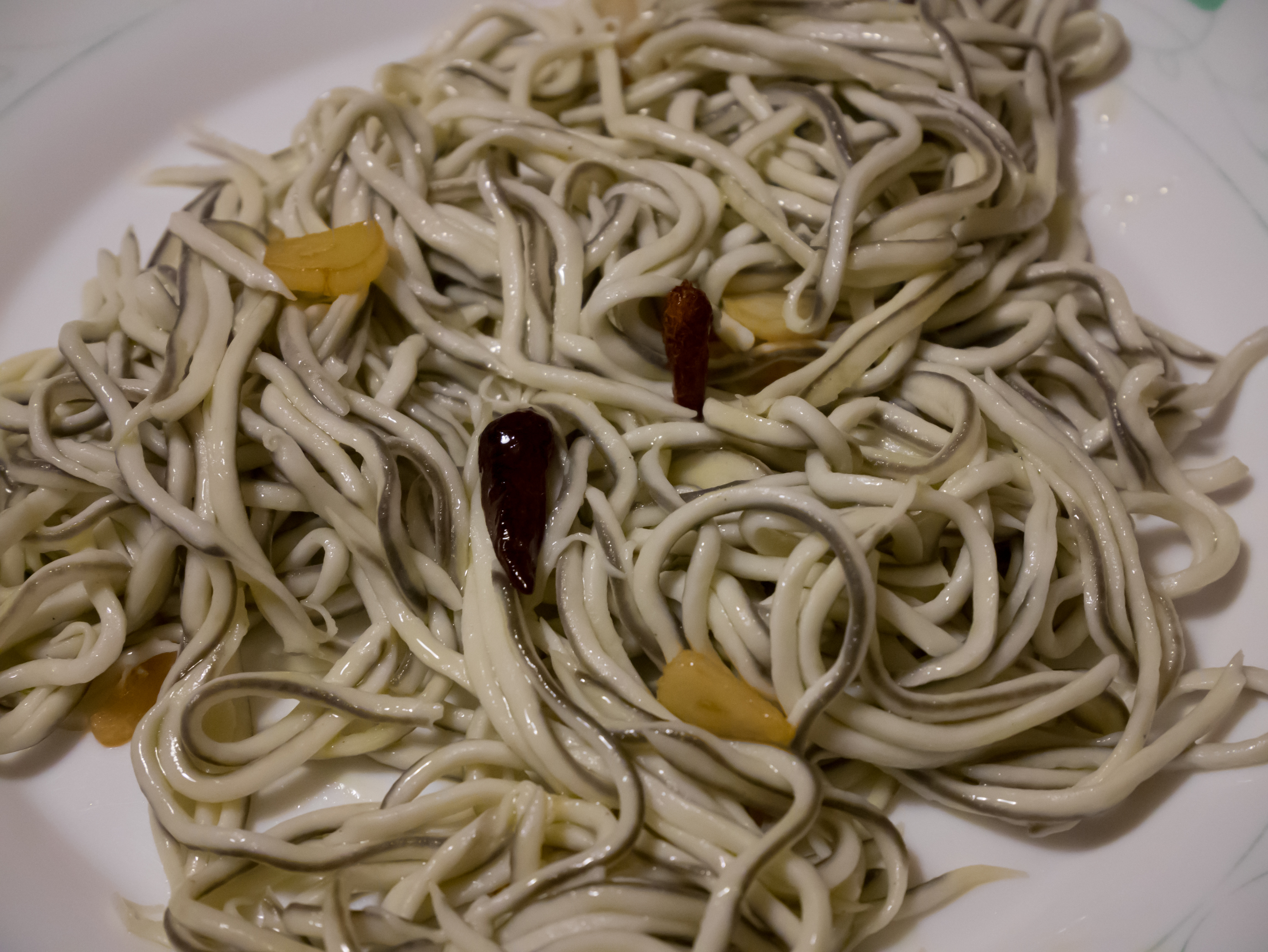
Gulas tillagade med vitlök och spansk peppar

De höga priserna på på fiskmarknaden, tillsammans med bristen på angula i floderna, har gjort att en ersättning till denna, tillverkad av surimi (fiskfärs) på bas av lyrtorsk från Alaska, gjort sig mycket populär. Ersättningen är känd som gula, ett namn som egentligen är ett firmamärke för produkten. För att framställa ett kilo surimi används fem kilo fisk. Livsmedelsindustrierna har stegvis förbättrat kvaliteten och likheten, och surrogatet efterliknar nu angulan både i färg och med något som liknar ögon.